# Джовани де Медичи (1567 – 1621)
Вижте пояснителната страница за други личности с името Джовани де Медичи.
Джовàни ди Козѝмо I де Мèдичи (на италиански: Giovanni di Cosimo I de' Medici; * 13 май 1567, Флоренция, Флорентинско херцогство; † 19 юли 1621, Мурано, Венецианска република) е флорентински военен, архитект, меценат, писател, полиглот, известен астролог и алхимик, театрален деятел, дон, нетитулован испански гранд, член на Дом Медичи. Събира богата библиотека на различни европейски езици, както и произведения на изкуството.
Заради брака си с жена със съмнителна репутация той прекъсва отношенията си с Медичите. След смъртта му останките му не са пренесени в Параклисите на Медичите във Флоренция, а са погребани в Параклис „Бальони“ във Венеция. Бракът му е обявен за невалиден, а единственото му живо дете губи статута си на законно.

## Произход
Той е извънбрачен син на Козимо I де Медичи (1519 – 1574), херцог на Флоренция, бъдещ велик херцог на Тоскана, и на метресата му Елеонора дели Албици (1543 – 1634). Узаконен е по волята на баща си. Негови дядо и баба по бащина линия са известният кондотиер Джовани дале Банде Нере и Мария Салвиати, внучка на Лоренцо Великолепни, а по майчина – Луиджи дели Албици и Нанина Содерини, и двамата от влиятелни флорентински семейства. Има една сестра, починала преди да е кръстена.
Има и седем полубратя и четири полусестри от първия брак на баща си (сред които Франческо I, 2-ри велик херцог на Тоскана, и Фердинандо I, кардинал, 3-ти велик херцог на Тоскана), една полусестра от втория му брак и една полусестра от извънбрачна негова връзка, както и три полубратя и полусетри от брака на майка си. 

## Биография

### Ранни години
Джовани е роден пет години след смъртта на своя полубрат, кардинал Джовани де Медичи, законен син на Козимо I от Елеонора ди Толедо. Кръстен е на дядо си по бащина линия, на когото баща му е смята, че прилича. На същия ден херцогът на Флоренция официално го признава за син и му предоставя значителни имоти в Тоскана и средства, които се съхраняват в Испания и Португалия. Малко след раждането на сина си Козимо I се разделя с майка му Елеонора дели Албици, която е омъжена насила за знатния флорентинец Карло Панчатики. Според слуховете Козимо I отстранява Елеонора поради подозрения, че между нея и най-малкия му син Пиетро има интимна връзка. Той ѝ отнема детето и поверява образованието му на дъщеря си Изабела, херцогиня на Брачано. След смъртта на баща му и сестра му грижата за него се пада на по-големите му полубратя Франческо и Фердинандо. Получава добро образование. Негови учители са лекарят и хуманист Бачо Балдини и математикът Остилио Ричи. Той показва големи интелектуални способности в изучаването на философията и математиката. В него се разкриват артистични таланти. Джовани владее латински, иврит, арамейски, старогръцки, френски, испански, немски и английски.

### Военна и дипломатическа кариера
Джовани получава първото си дипломатическо назначение на 12-годишна възраст. През 1579 г. той пристига във Венеция с благодарност от Великия херцог на Тоскана за специалната чест, която Венецианската републиката е оказала на неговата годеница Бианка Капело. През есента на същата година Франческо I обмисля да изпрати своя полубрат в двора на крал Филип II в Мадрид, но променя решението си. През 1581 г. Джовани пристига в Генуа, за да отдаде почит на вдовстващата императрица Мария от името на Великия херцог.
През 1587 г. Джовани влиза в армията на Кралство Испания във Фландрия под командването на Алесандро Фарнезе. Почти веднага след пристигането си той се разболява и е на косъм от смъртта, но се възстановиява. През есента на същата година новият велик херцог на Тоскана, неговият полубрат Фердинандо I, поисква той да дойде във Флоренция. През 1589 г. Джовани се завръща в родината си и постъпва на служба при Великия херцог. Той изпълнява различни задачи: представлява Великото херцогство на конклавите от 1590 – 1592 г., придружава своя чичо Фердинандо I, кардинал Шарл Лотарингски, до двореца Пити, когато пристига във Флоренция. Той е отговорен и за състоянието на укрепленията на територията на Великото херцогство. Издига се до чин командир на тосканската пехота и генерал на флорентинската милиция.
През 1594 – 1596 г. командва тоскански военен контингент като част от армията на император Рудолф II, който воюва с Османската империя в Кралство Унгария. Участва в битката при Дьор, освобождаването на Естергом и Вишеград. През 1596 г. заедно с ерцхерцог Фердинанд от Щирия превзема град Канижа, за което е удостоен с чин генерал от артилерията в армията на Свещената Римска империя. През същата година се завръща във Флоренция. През 1597 г., следвайки заповед на Великия херцог, Джовани ръководи малка флотилия и гарнизон на Шато д'Иф край бреговете на Кралство Франция, за да защити крал Анри IV от армията на Католическата лига. Той успешно отблъсква атака срещу замъка от армията на лигата под командването на херцог Шарл I дьо Гиз, след което страните се споразумяват за примирие за месец.
От 1598 до 1600 г. Джовани служи като посланик на Великото херцогство в Кралство Испания. Той представлява Медичите на погребението на Филип II и коронацията на Филип III. Не успява да договори ново споразумение за управлението на Сиена поради охлаждането на отношенията между Флоренция и Мадрид. Въпреки това той се ползва с доверието на тосканския велик херцог и уважението на испанския крал, който през 1598 г. му дава обръщението „гранд на Испания“, но без титла. През 1600 г. Джовани придружава племенницата си Мария де Медичи на сватбата ѝ с Анри IV от Франция.
През 1601 г. Джовани с чин генерал отново участва във войната с Османската империя на територията на Унгария, по-специално – в превземането на крепостта Канижа. На следващата година, в армията на Испанското кралство във Фландрия, участва в обсадата на Остенде. През 1605 г., недоволен от заплащането, той напуска армията на Филип III и предлага услугите си в дворовете в Лондон и Париж. Той се премества във Франция, където постъпва на служба при племенницата си, кралица Мария де Медичи. Фердинандо I отново го назначава за посланик в двора в Мадрид, но Джовани отказва. Службата му в двора в Париж обаче е кратка поради интригите на Кончино Кончини – фаворит на племенницата му.
През 1608 г. постъпва на служба на Венецианската република. През есента на 1610 г. получава чин „генерал“. През 1611 г. новият велик херцог на Тоскана, неговият племенник Козимо II, кани чичо си във Флоренция. Джовани е отговорен за формирането на народната милиция и за изграждането на пристанището в Ливорно. Той също така извършва дипломатически мисии за своя племенник в Рим: през 1612 г. договаря папска благословия за брака на принцеса Катерин де Медичи с принца на Уелс Хенри Фредерик Стюарт. През 1613 г. успява да разреши конфликта между дома на Медичите и Светия престол поради това, че Тосканската армия нарушава границата на Папската държава по време на Първата война за Маркграфство Монферат.
Във Венеция Джовани се запознава с Ливия Вернаца, съпруга на Батиста Гранара. Тя е смятана от Медичите за жена с лоша репутация и поради това отношенията му с Великия херцог се влошават. Отново се премества във Венеция, където от 1616 до 1617 г. е върховен главнокомандващ на армията и участва във Войната на Градиска срещу армията на ерцхерцог Фердинанд от Щирия. Участието му във войната срещу Хабсбургите е осъдено от Медичите. Джовани атакува успешно, но разногласията с командира на нидерландския корпус Йохан Ернст ван Насау-Зиген го лишават от победата. Едва преживявайки поражението, той подава оставка и се установява на остров Мурано. През август 1619 г. на двойката се ражда син, Джанфранческо Мария, и те се женят веднага след раждането му (Ливия е овдовяла на 19 юли).
Умира на 19 юли 1621 г. във вилата си в Мурано на 54-годишна възраст. Венецианската република го погребва на обществени разноски в Параклис „Бальони“ в църквата „Санта Лучия“. След смъртта му синът му Джанфранческо е отнет от майка му и е отгледан от Медичите във Флоренция.

## Брак и потомство
∞ 1619 за Ливия Вернаца (* 26 януари 1590, Генуа; † 6 август 1555, Флоренция), жена със скромен произход (дъщеря на килимопроизводител от Генуа) и двусмислена репутация, от която има син и дъщеря:
- Джанфранческо Мария де Медичи (* 25 август 1619, Венеция; † 18 декември 1689, Флоренция).
- Джована Мария Магдалена де Медичи (* 6 ноември 1621, Флоренция; † 26 ноември 1621), родена след смъртта на Джовани.

След смъртта през февруари 1621 г. на неговия племенник, великия херцог Козимо II, вдовицата му регент Мария Магдалена Австрийска анулира брака на Джовани и Ливия, лишавайки сина му от правото на собственост. Заради протестите си Ливия първо е затворена, а след това заключена в манастир, който успява да напусне едва през 1639 г. Единственото нещо, което Джанфранческо получава от тях, е образованието, осигурено от съпругата на по-големия му полубрат Фердинандо – вдовстващата велика херцогиня Кристина Лотарингска.

## Архитект
Джовани също е архитект, подпомаган от художници като Матео Ниджети и Алесандро Пиерони: най-важната му работа е дизайнът на Параклиса на принцовете на флорентинската базилика „Сан Лоренцо“. С архитектите дон Дамиано Шифардини и преди всичко с Фламинио дел Турко той участва в изграждането на сиенското светилище „Санта Мария ин Провенцано“ (1594 г.).
Той работи върху Новата крепост в Ливорно, построена от 1590 г. в сътрудничество с Бернардо Буонталенти, Клаудио Когорано и Алесандро Пиерони. Отново с Буонталенти и Пиерони той проектира Форт „Белведере“ в градините на Двореца Пити във Флоренция. Някои от неговите идеи и идеите на Буонталенти влизат в проекта за новата катедрала на Ливорно, построена през 1594 г. Той ръководи възстановяването на катедралата на Пиза след пожара от 1595 г., а също и в Пиза, фасадата на църквата „Санто Стефано дей Кавалиери“ е негова и на Пиерони.

## Меценат
Джовани, който получава добро образование, се интересува от литература, изкуство и наука през целия си живот и е покровител на изкуствата. С помощта на свой приятел евреин Бенедикт Бланис той натрупва богата библиотека от политически и философски трактати, художествени произведения, писания по граматика, медицина и алхимия на латински, гръцки, италиански, френски и немски. Библиотеката му също съдържа книги, забранени по това време, като „Гаргантюа и Пантагрюел“ от Франсоа Рабле.
Той колекционира и произведения на изкуството. За Вила „Ла Фердинанда“ във Флоренция той събира серия от картини с бойни сцени във Фландрия. По негова поръчка през 1618 г. художникът Жак Кало прави копия на отделни творби. От 1581 г. Джовани е член на Философската и литературна академия Фиорентина. От 1608 г. е патрон на театралната академия „Костанти“.
Написва редица драматични и поетични произведения, предимно сонети. Произведенията му са популярни в двора във Флоренция. Той е автор и на няколко политически, военни и литературни трактати. Есе, написано от него за ситуацията във Фриули през 1615 – 1617 г., е забранено за публикуване във Великото херцогство поради неговата антииспанска насоченост.
Интересът на Джовани към науката се отнася предимно до острологията и алхимията. Той е компетентен астролог, дотолкова че абат Орацио Моранди, най-известният астролог на Рим, го смята за свой учител. Развива особен интерес към алхимията, когато е в двора на Рудолф II, император на Свещената Римска империя, в Прага. На нея той посвещава трактата си „Огледалото на истината, или триумфът на истината“. Джовани експериментира и с направата на лекарства. Неговият конфликт с Галилео Галилей започва през 1589 г. в Пизанския университет, когато ученият критикува хидравличната машина, изобретена от Джовани. Поради тази причина през 1591 г. Галилео е принуден да се прехвърли в Падуанския университет. Конфликтът се подновява през 1611 г. във Флоренция заради спор за плаващите тела.
Театърът, комедия дел арте, също е в сферата на неговите интереси. Известна е кореспонденцията между него и Фламинио Скала и Николо Барбиери, главните актьори от трупата „Конфиденти“, която той ръководи от 1613 до 1621 г.

## В изкуството
Има портрети на Джовани в зряла възраст от Кристофано дел Алтисимо, Джовани Леонардо Енер, Филипо Чамероне и Санти ди Тито, както и няколко портрета от неизвестни автори, включително портрет от началото на XVII век от флорентински майстор, който се пази във Вилата на Медичите в Черето Гуиди близо до Флоренция. Джовани е изобразен в картината на Якопо да Емполи „Брак чрез пълномощник на Мария де Медичи и Анри IV“, която е част от колекцията на галерия Уфици във Флоренция.